# Lucije Emilije Pap
Lucije Emilije Pap (Lucius Aemilius Papus, 3. st. pr. Kr.) bio je rimski političar i vojskovođa, poznat po velikoj pobjedi nad Galima u bitci kod Telamona. 
Pripadao je rodu Emilijevaca, odnosno njegovoj grani koja je poticala od plebejskih usvojenika, poznatoj po nadimku Papus. Bio je sin bivšeg konzula Kvinta Emilija Papa. Godine 225. pr. Kr. je izabran za konzula zajedno s Gajem Atilijem Regulom. Iste su godine plemena Cisalpinske Galije - Insubri, Boji i Taurini - potpomognuti gesatskim najamnicima - pokrenuli veliki pohod na Rim. Pap je u to vrijeme sa svojom vojskom nalazio kraj Ariminuma. Njega su Gali uspjeli izmanevrirati i neometani preko Apenina prijeći u današnju Toskanu koju su pustošili sve do taktički neodlučne bitke kod Fesule, nakon koje su se odlučili povući na sjever. Pap ih je, međutim, odlučio uhvatiti u klopku, prešavši na zapad i prepriječivši im put na sjever. To je dovelo do bitke kod Telamona u kojoj je galska vojska - pritisnuta s juga Regulovim pojačanjima - uništena. Pap je nakon toga pokrenuo kaznene ekspedicije na teritorije Boja na sjeveru, za što je nagrađen trijumfom.
Godine 220. pr. Kr. je izabran za cenzora, a godine 216. pr. Kr. je bio jedan od tri trijumvira zadužen za poboljšanje rimskih financija iscrpljenih drugim punskim ratom.